# Зардания, Амиран Семёнович
Амиран Семёнович Зардания (1937, Сухуми — декабрь 2019) — советский футболист, левый крайний нападающий. Мастер спорта СССР (1960).

## Карьера
Воспитанник абхазского футбола, взрослую карьеру начинал в командах Сухуми. В 1954 году 17-летний футболист был приглашён в кутаисский «Локомотив» (позднее — «Торпедо»), выступавший в классе «Б». Провёл в команде несколько сезонов и был одним из лидеров нападения. Часть сезона 1959 года провёл в тбилисском «Динамо», но выступал только за дубль, где сыграл 6 матчей. В 1960 году спортсмену было присвоено звание «Мастер спорта СССР».
После полученной травмы вернулся в Сухуми и играл за местный клуб «Рица»/«Динамо». Летом 1962 года ненадолго возвращался в «Торпедо» (Кутаиси), вышедшее к тому времени в высшую лигу. Дебютный матч на высшем уровне сыграл 16 августа 1962 года против бакинского «Нефтяника», выйдя на замену в ходе игры. Первый гол забил 13 сентября 1962 года в ворота «Пахтакора». Всего за половину сезона сыграл 13 матчей и забил 3 гола в высшей лиге. После окончания сезона снова вернулся в Сухуми, где спустя несколько лет завершил карьеру из-за травм в 26-летнем возрасте.
После распада СССР входил в совет Федерации футбола Абхазии, работал инспектором на матчах местного чемпионата, тренером-селекционером республиканского спорткомитета. Награждён орденом «Ахьдз Апша» («Честь и слава») III степени.
Скончался в начале декабря 2019 года на 83-м году жизни.

## Стиль игры
Он был очень взрывной футболист. Он мог делать с мячом очень много интересного, много красивого, причем это делалось на скорости. Не каждый футболист обладает скоростными качествами и техникой владения мячом. У Амирана Зардания это получалось хорошо.— 